# IC 1999
IC 1999 ist eine Spiralgalaxie vom Hubble-Typ S im Sternbild Netz am Südsternhimmel. Sie ist schätzungsweise 754 Millionen Lichtjahre von der Milchstraße entfernt und hat einen Durchmesser von etwa 135.000 Lichtjahren.

Im selben Himmelsareal befindet sich u. a. die Galaxie IC 1996.
Das Objekt wurde am 8. Dezember 1899 von DeLisle Stewart entdeckt.